# Чимні-Рок (Вісконсин)
Чимні-Рок (англ. Chimney Rock) — місто (англ. town) в США, в окрузі Тремполо штату Вісконсин. Населення — 258 осіб (2020).

## Демографія
Згідно з переписом 2010 року, у місті мешкала 241 особа в 98 домогосподарствах у складі 74 родин. Було 115 помешкань
Расовий склад населення:
| - 97,1 % — білих - 0,8 % — чорних або афроамериканців - 0,8 % — азіатів - 0,4 % — вихідців з тихоокеанських островів - 0,4 % — корінних американців |

До двох чи більше рас належало 0,0 %. Частка іспаномовних становила 0,4 % від усіх жителів.
За віковим діапазоном населення розподілялося таким чином: 17,4 % — особи молодші 18 років, 69,3 % — особи у віці 18—64 років, 13,3 % — особи у віці 65 років та старші. Медіана віку мешканця становила 47,5 року. На 100 осіб жіночої статі у місті припадало 104,2 чоловіків;  на 100 жінок у віці від 18 років та старших — 107,3 чоловіків також старших 18 років.
Середній дохід на одне домашнє господарство  становив 72 911 долар США (медіана — 62 500), а середній дохід на одну сім'ю — 84 744 долари (медіана — 78 750). Медіана доходів становила 40 000 доларів для чоловіків та 41 875 доларів для жінок. За межею бідності перебувало 2,5 % осіб, у тому числі 3,3 % дітей у віці до 18 років та 0,0 % осіб у віці 65 років та старших.
Цивільне працевлаштоване населення становило 132 особи. Основні галузі зайнятості: освіта, охорона здоров'я та соціальна допомога — 18,2 %, виробництво — 17,4 %, сільське господарство, лісництво, риболовля — 15,2 %.